# David Pinsent
Pour les articles homonymes, voir Pinsent.
David Hume Pinsent (né le 24 mai 1891 et mort le 8 mai 1918 à Farnborough, en Angleterre), est un universitaire anglais qui est l'ami et le condisciple du philosophe Ludwig Wittgenstein, pendant leurs études à Cambridge. Wittgenstein le considère comme son premier et seul ami.

## Biographie
Pinsent est l'aîné des trois fils de l'avocat Hume Chancellor Pinsent et de son épouse, née Ellen Frances Parker. Comme ses frères, il est éduqué à la Edinburgh Academy et à Amersham Hall de Reading, cette dernière école étant à l'époque plutôt considérée comme non-conformiste, et préparant bien à l'entrée à l'université. L'arrière-grand-père maternel de Pinsent est le neveu du philosophe David Hume. Son grand-père maternel est pasteur évangélique de Clixby dans le Lincolnshire avec treize enfants.
Les parents de David Pinsent sont engagés dans diverses actions sociales. Sa mère en plus s'engage toute sa vie dans diverses actions de défense envers l'enfance maltraitée (Society for the Prevention of Cruelty to Children) ou des jeunes déficients mentaux. Elle est même invitée aux États-Unis à ce sujet. Son action inspire la nouvelle rédaction de la loi Mental Deficiency Act en 1913. En 1911, elle est élue conseillère de la municipalité de Birmingham.
David Pinsent reçoit non seulement une excellente éducation, dans le domaine intellectuel, mais aussi dans le domaine sportif, puisqu'il excelle en tennis, au ski, à la voile et pratique bien l'équitation. Il joue aussi très bien du piano, ce que plus tard Ludwig Wittgenstein appréciera particulièrement. Ses parents lui font connaître la France, l'Allemagne et la Suisse. Pinsent étudie avec une bourse les mathématiques à Cambridge. Il est très doué et termine comme senior wrangler. Son ami et condisciple (futur prix Nobel) George Paget Thomson le considère comme l' « esprit le plus brillant de mes années d'études »:
David n'était pas seulement le jeune homme le plus brillant que j'aie connu dans mes années d'études, mais aussi un des esprits les plus brillants qu'il m'ait été donné de connaître. Il apparaissait comme quelqu'un d'étrange avec sa taille gracieuse sa tête plutôt grande. Il diffusait un charme tout à fait remarquable et sympathisait avec tout le monde, pas seulement avec les intellectuels. C'était un de mes amis très proches de Trinity, et nous fîmes ensemble de nombreuses promenades. Au fond de son être, c'était un pur mathématicien avec un penchant pour la philosophie, c'est pourquoi il est devenu ami avec Wittgenstein. Pendant les grandes vacances, ils firent ensemble un voyage en Islande et l'année suivante en Norvège. Il m'a ouvert les yeux, en me faisant rencontrer la philosophie, dont je n'avais alors qu'une représentation naïve.
Pendant ses études, il est membre de l'University Musical Club et de l'Union Society, de la Société d'eugénisme et très brièvement de la Fabian Society. il développe son goût pour la philosophie en assistant aux rencontres hebdomadaires (les squashes) de Bertrand Russell  et de la Cambridge Heretics Society, ainsi que celles de l'union des sophistes. À la différence de Wittgenstein, qui est un temps « apôtre » de la Société des Apôtres (fondée par Keynes et Strachey), Pinsent ne l'est pas. Pinsent demeure passionné de musique pendant ses études, assistant régulièrement à des concerts à l'université et à Londres. Il prise particulièrement Beethoven, et comme Wittgenstein, n'aime pas la musique moderne.
Son frère Richard meurt au front en France en 1915, ainsi qu'un cousin quelques semaines plus tard. David Pinsent est d'abord réformé, à cause de sa constitution fragile (Je suis trop mince écrit-il à Wittgenstein qui est engagé du côté autrichien). Il étudie le droit à Birmingham et travaille ensuite chez son oncle, juge, tout en préparant ses examens. Il est engagé plus tard au ministère de l'armement et du ravitaillement et tente de rejoindre le front sans succès, car il est recalé à l'examen médical. Son ami George Thomson lui propose de collaborer à ses projets de recherche en aérodynamique, ce qu'il accepte avec reconnaissance. Il travaille à Farnborough au Royal Aircraft Establishment. Au début de ses premiers vols, Pinsent est amoureux d'une jeune fille (fille d'un capitaine de frégate), mais cette amourette dure peu de temps, car il est trop pris par ses expériences (comme l'amélioration du compas). Francis William Aston (futur prix Nobel), Geoffrey Ingram Taylor, F. A. Lindemann et E. D. Adrian appartiennent à son cercles de proches. Il meurt dans un accident d'aéroplane, au cours d'un essai, le 8 mai 1918 à Farnborough.

## Amitié avec Wittgenstein
Pinsent fait la connaissance de Wittgenstein (qui est son aîné de deux ans) à Cambridge. Ce dernier lui confie ses réflexions sur des expériences psychologiques à propos du rythme du langage et de la musique. Les deux jeunes gens discutent ensemble et collaborent immédiatement. Wittgenstein passe souvent avec lui ses soirées de discussion. Cette liaison platonique intense n'est pas vécue de la même manière par Pinsent qui essaye d'aplanir le caractère extrêmement nerveux et angoissé de Wittgenstein. Ce dernier considère Pinsent comme le seul à pouvoir l'écouter. Il lui propose (frais payés par la famille Wittgenstein) de l'accompagner en vacances en Islande, afin de passer des semaines d'études, hors de l'atmosphère trop « mondaine » de Cambridge. Wittgenstein en effet craint de ne pouvoir se concentrer pour coucher ses réflexions sur le papier. L'année suivante, ils passent leurs vacances dans les mêmes conditions d'isolement dans une petite maison de village au bord d'un fjord en Norvège. Ils passent leur matinée à travailler, l'après-midi à se promener, puis la fin de l'après-midi à écrire ou à faire de la musique et leurs soirées à jouer au domino, presque dans le silence total, afin de ne pas interrompre les réflexions de Wittgenstein. Pinsent écrit dans son journal que l'atmosphère est très lourde, mais qu'heureusement Wittgenstein n'a qu'une seule fois un accès de colère. Ils projettent de partir encore pour les vacances de 1914, mais la guerre empêche cela. Ils ne se reverront plus jamais après 1913, Wittgenstein s'étant entretemps installé dans une grande solitude en Norvège. Ils parviennent toutefois à s'écrire sporadiquement pendant la Première Guerre mondiale qui les jette dans les camps opposés. Dans l'absence, Wittgenstein prend alors conscience, lorsqu'il reçoit ses lettres, que Pinsent est son seul et véritable ami.
Wittgenstein lui dédie son Tractatus Logico-Philosophicus,.
Dans son Journal (1912-1914), Pinsent décrit ses voyages et son temps passés avec Wittgenstein, qu'il trouvait à la fin « insupportable ».